# Return to Boggy Creek
Return to Boggy Creek is een Amerikaanse horrorfilm uit 1977. De film is een vervolg op de docufilm The Legend of Boggy Creek. De regie was in handen van Tom Moore.

## Verhaal
Tijdens een van hun strooptochten verdwalen drie kinderen in Boggy Creek, het moeras waar volgens de legende het Bigfootachtige Fouke Monster zou leven. De kinderen worden gevonden door drie jagers, maar ook het beest heeft hun al opgemerkt.

## Rolverdeling
| Acteur           | Personage        |
| ---------------- | ---------------- |
| Dawn Wells       | Jolene           |
| Dana Plato       | Evie Jo          |
| David Sobiesk    | John Paul        |
| Marcus Claudel   | T-Fish           |
| John Hofeus      | Grandpa          |
| Jim Wilson       | Uncle Bo         |
| Richard Cusimano | Bruno            |
| John Fiero       | Perkins          |
| Ray Gaspard      | Crawfish Charlie |
| Enid Thompson    | Renne Davis      |
| Marc Buford      | Buford           |
| Vic Vead         | Deputy Nathan    |

## Achtergrond
Charles B. Pierce, de regisseur van de vorige film, was niet bij de productie van deze film betrokken. Ook bevat deze film niet de documentairestijl waarin de vorige film was opgenomen.